# Bertran I de Lautrec
Bertran I de Lautrec (c. 1200-1258) va ser vescomte de Lautrec del 1219 al 1258, tot i que només posseïa la meitat del vescomtat, ja que el va compartir amb el seu germà Sicart VI de Lautrec.

## Biografia
Membre de la família Lautrec, Bertran I era fill de Frotard III de Lautrec.
Va lluitar durant la croada albigesa al vàndol de la noblesa local, mentre que el seu germà Sicart ho va fer al costat de Simó de Montfort. Durant el setge de Tolosa de 1218), Bertrand I fou capità i manava la barbacana del castell Narbonès.
El 1226, el vescomtat de Lautrec va ser confiscat als dos germans per Lluís VIII de França, i no els va ser restituït fins al 1235, probablement gràcies a l'ajuda de la seva filla Armois de Lautrec, amiga íntima de la princesa Isabel de França, filla de Lluís VIII.
De nou l'any 1242, durant la revolta del Llenguadoc, va tornar a lluitar contra el rei de França al costat del comte de Tolosa. Aquella campanya va tornar a ser un fracàs, tot i que no va influir en el destí del vescomtat. El 1249, es va veure obligat a prestar jurament de fidelitat al nou comte de Tolosa, Alfons de Poitiers, germà del rei.
Uns anys més tard Bertrand I va matar el fill d'Ermengarda de Paulin, per la qual cosa va ser condemnat a presó. Va ser alliberat per ordre del rei de França, a canvi de pagar 200 lliures i la promesa d'anar a lluitar a Terra Santa. Obeint aquest mandat, Bertran va trobari la mort l'any 1258 a Palestina.

### Teories sobre el seu naixement
Segons una historiografia del segle XVII, Bertran I i el seu germà Sicart VI no eren fills de Frotard III de Lautrec, el qual hauria mort sense descendència, sinó d'Alix de Lautrec (germana de Frotard III) i Balduí de Tolosa, vescomte de Bruniquel i germà del comte Raimon VI de Tolosa. No obstant això, l'historiador Philippe Zalmen Ben-Nathan posa en dubta aquesta teoria. Basant-se en un arxiu més antic, de 1455. escrit per Miquel de Bernis, arxiver dels comtes de Foix, demostra que Frotard III de Lautrec és realment el pare de Sicart VI i Bertran I. Així ho confirmaria també el descobriment als arxius del Tarn d'una genealogia de la mateixa època que va en aquesta direcció.
Aquesta tradició segons la qual la família de Lautrec estaria lligada amb la casa de Tolosa ha deixat empremtes a la història, ja que unes generacions més tard, Pere III de Lautrec es farà anomenar Tolosa-Lautrec. Aquest nom es mantindrà, i la branca de Tolosa-Lautrec és l'última que queda avui. A més, el famós pintor Henri de Toulouse-Lautrec procedia d'aquesta branca.

## Núpcies i descendència
Bertran I de Lautrec, va tenir quatre fills:
- Sicart VII de Lautrec, que va heretar la seva part del vescomtat a la seva mort
- Armois de Lautrec, que hauria estat amiga d'Isabel de França, filla de Lluís VIII
- Comtors de Lautrec, abadessa de Vielmur del 1256 al 1286
- Sibil·la de Lautrec, abadessa de Vielmur del 1256 al 1309